# Jatka (kniha, Lee Child)
Jatka je debutový román spisovatele Leeho Childa, který byl poprvé vydán v roce 1997. Kniha získala ceny Anthony a Barry v kategorii Nejlepší první román. Je to také první kniha, ve které se objevuje postava Jacka Reachera.

## Děj knihy
Jack Reacher vystoupí z autobusu ve městě Margrave v Georgii, jen proto, že si vzpomněl na zmínku svého bratra o tom, že tady zemřel bluesový hudebník jménem „Blind Blake“. K jeho velkému překvapení je krátce po svém příjezdu v místním bistru zatčen pro vraždu. Následně se setkává s místním detektivem jménem Finlay a snaží se mu dokázat svou nevinu. V botě mrtvého muže je nalezeno telefonní číslo a když Finlay na toto číslo zavolá, podaří se mu od muže na druhé straně získat jeho jméno, které zní pan Hubble. Hubble je přiveden na policejní stanici k výslechu a brzy se pod tlakem k vraždě přizná. Reacher však jeho přiznání k vraždě moc nevěří. Reacher i Hubble jsou posláni do státní věznice, kde se Reacherovi úspěšně podaří zlikvidovat pokus o jeho zabití, jež byl ve skutečnosti namířen proti Hubbleovi, jak Racher brzy zjistí. Po dvou dnech ve vězení se policistce Roscoeové, k níž si Reacher vyvinul osobní sympatie, podaří dokázat, že je nevinný, a že v době vraždy se na místě činu vůbec nevyskytoval. Roscoeová odveze Reachera zpátky do Margrave a tam se Reacher dozví, že zavražděnou obětí byl jeho vlastní bratr. Hubble mezitím zmizí a jeho zoufalá žena chce po Reacherovi aby jej našel. Náčelník Morrison a jeho žena jsou nalezeni brutálně zavražděni ve svém domě. Později se dozvídáme, že Margrave je domovskou základnou skupiny padělatelů, jejichž nezákonné operace se pohybují v miliardách dolarů. Reacher a jeho noví parťáci se vydávají tuto skupinu zločinců zničit.